# Technomyrmex innocens
Technomyrmex innocens es una especie de hormiga del género Technomyrmex, subfamilia Dolichoderinae. Fue descrita científicamente por Bolton en 2007.
Se distribuye por Madagascar. Se ha encontrado a elevaciones de hasta 1449 metros. Vive en microhábitats como ramas muertas, vegetación baja, nidos y troncos podridos.